# Схейвенар, Хенк
Хендрик (Хенк) Схейвенар (нидерл. Hendrik "Henk" Schijvenaar; 31 мая 1918, Харлем — 17 сентября 1996, Амстердам) — нидерландский футболист и бейсболист. Выступал на позиции защитника за футбольный клуб ЭДО из города Харлем. В 1942 году мог стать игроком амстердамского «Аякса», однако его переход не состоялся.
В составе национальной сборной Нидерландов по футболу провёл 18 матчей. Участник летних Олимпийских игр 1948 года в Лондоне. Схейвенар был вторым и последним игроком в истории клуба ЭДО, кто сыграл за национальную команду.
Его дебют состоялся 4 мая 1947 года в товарищеской игре против сборной Бельгии, завершившейся победой нидерландцев со счётом 1:2. Последний матч за сборную Хенк провёл 25 ноября 1951 года против Бельгии.
В 1962 году Схейвенар сыграл 5 матчей за сборную Нидерландов по бейсболу.

## Личная жизнь
Отец — Хендрикюс Йоханнес Йозефюс Схейвенар, мать — Франсина Алида Вренегор. Родители были родом из Харлема, они поженились в декабре 1919 года — на момент женитьбы отец был рабочим. В их семье родилось ещё трое детей, двое из которых умерли в младенчестве.
Женился в возрасте двадцати одного года — его супругой стала 18-летняя Корнелия Гетрёйда Дёзинг, уроженка Амстердама. Их брак был зарегистрирован 9 ноября 1939 года в Амстердаме. В январе 1944 года в Харлеме родился сын Хендрик.
Умер 17 сентября 1996 года в Амстердаме в возрасте 78 лет.

## Статистика

### Матчи Схейвенара за сборную Нидерландов
| Матчи Схейвенара за сборную Нидерландов | Матчи Схейвенара за сборную Нидерландов | Матчи Схейвенара за сборную Нидерландов | Матчи Схейвенара за сборную Нидерландов | Матчи Схейвенара за сборную Нидерландов | Матчи Схейвенара за сборную Нидерландов |
| --------------------------------------- | --------------------------------------- | --------------------------------------- | --------------------------------------- | --------------------------------------- | --------------------------------------- |
| №                                       | Дата                                    | Соперник                                | Счёт                                    | Голы Схейвенара                         | Соревнование                            |
| 1                                       | 4 мая 1947                              | Бельгия                                 | 2:1                                     | —                                       | Товарищеский матч                       |
| 2                                       | 21 сентября 1947                        | Швейцария                               | 6:2                                     | —                                       | Товарищеский матч                       |
| 3                                       | 14 марта 1948                           | Бельгия                                 | 1:1                                     | —                                       | Товарищеский матч                       |
| 4                                       | 18 апреля 1948                          | Бельгия                                 | 2:2                                     | —                                       | Товарищеский матч                       |
| 5                                       | 26 мая 1948                             | Норвегия                                | 2:1                                     | —                                       | Товарищеский матч                       |
| 6                                       | 9 июня 1948                             | Швеция                                  | 1:0                                     | —                                       | Товарищеский матч                       |
| 7                                       | 26 июля 1948                            | Ирландия                                | 3:1                                     | —                                       | Олимпийские игры 1948                   |
| 8                                       | 31 июля 1948                            | Великобритания                          | 3:4                                     | —                                       | Олимпийские игры 1948                   |
| 9                                       | 21 ноября 1948                          | Бельгия                                 | 1:1                                     | —                                       | Товарищеский матч                       |
| 10                                      | 13 марта 1949                           | Бельгия                                 | 3:3                                     | —                                       | Товарищеский матч                       |
| 11                                      | 23 апреля 1949                          | Франция                                 | 4:1                                     | —                                       | Товарищеский матч                       |
| 12                                      | 12 июня 1949                            | Дания                                   | 2:1                                     | —                                       | Товарищеский матч                       |
| 13                                      | 16 июня 1949                            | Финляндия                               | 4:1                                     | —                                       | Товарищеский матч                       |
| 14                                      | 6 ноября 1949                           | Бельгия                                 | 0:1                                     | —                                       | Товарищеский матч                       |
| 15                                      | 10 декабря 1950                         | Франция                                 | 2:5                                     | —                                       | Товарищеский матч                       |
| 16                                      | 15 апреля 1951                          | Бельгия                                 | 5:4                                     | —                                       | Товарищеский матч                       |
| 17                                      | 6 июня 1951                             | Норвегия                                | 2:3                                     | —                                       | Товарищеский матч                       |
| 18                                      | 25 ноября 1951                          | Бельгия                                 | 6:7                                     | —                                       | Товарищеский матч                       |

Итого: 18 матчей / 0 голов; 9 побед, 4 ничьи, 5 поражений.